# Baden-Württemberg-klassen
Baden-Württemberg-klassen (eller Type 125) er en klasse af fregatter der er ved at blive bygget for Deutsche Marine. De er i modsætning til tidligere typer bygget med et større hensyn til fredsskabende samt fredsbevarende missioner og er derfor blandt andet udstyret med vandkanoner, lyskastere og plads til to 20 fods containere. Klassen er yderst automatiseret, hvilket gør at den har en forholdsvis lille besætning på 110 mand i forhold til andre skibe i samme størrelse.
Klassen er ligesom Braunschweig-klassen, Brandenburg-klassen og Sachsen-klassen bygget med henblik på stealth, og har mange sammenfald i de tekniske systemer der tillader en vis synergieffekt. Klassen er også designet til at kunne operere i meget lange perioder uden at skulle til eftersyn. Mindre eftersyn skal gøres efter 5.000 timers sejlads og større eftersyn skal gøres hver 60. måned. Disse lange perioder gør skibene i stand til at være deployeret langt væk over længere perioder.

## Problemer
Baden-Württemberg-klassen har flere børnesygdomme. Problemerne består blandt andet at skibet hælder til styrbord og at skibet er alt for tungt. Disse faktorer betyder at skibets operationsevne er forringet, dets operationsomkostninger er fordyret samt fremtidige opgraderingsmuligheder er forringet da skibet stort set allerede har opbrugt det vægtoverskud der ellers var tilsigtet fremtidige opgraderinger. Derudover er der problemer med operationsrummet hvorfra mange af skibet funktioner kontrolleres. Som et resultat af disse fejl har den tyske militærmaterielanskaffelsesorganisation nægtet at tage imod leveringen af det første skib i klassen, F222 Baden-Württemberg før et antal fejl er rettet.

## Skibe i klassen
| Pnt. | Navn                | Kølen lagt       | Søsat          | Indgået        | Navngivet af                                                               | Skæbne           | Kaldesignal |
| ---- | ------------------- | ---------------- | -------------- | -------------- | -------------------------------------------------------------------------- | ---------------- | ----------- |
| F222 | Baden-Württemberg   | 9. maj 2011      | 31. marts 2014 | forventet 2016 | Gerlinde Kretschmann, hustru til ministerpræsidenten for Baden-Württemberg | Under udrustning | DRAD        |
| F223 | Nordrhein-Westfalen | 24. oktober 2012 | 9. april 2015  | forventet 2017 | Hannelore Kraft, Ministerpræsident for Nordrhein-Westfalen                 | Under udrustning | DRAE        |
| F224 | Sachsen-Anhalt      | 4. juni 2014     | 4. marts 2016  | forventet 2018 | Gabriele Haseloff, hustru til ministerpræsidenten for Sachsen-Anhalt       | Under udrustning | DRAF        |
| F225 | Rheinland-Pfalz     | 29. Januar 2015  | 24. maj 2017   | forventet 2019 | Malu Dreyer, Ministerpræsident for Rheinland-Pfalz                         | Under udrustning | -           |